# Moon Express
Moon Express è un'azienda statunitense privata fondata da un gruppo di imprenditori della Silicon Valley e del campo dell'ingegneria spaziale con l'intento di partecipare e vincere il premio Google Lunar X Prize e, successivamente, di sfruttare le risorse economiche della Luna.

## Storia
Nell'agosto del 2010, Naveen Jain, Barney Pell e Robert Richard fondano Moon Express con l'obiettivo di sviluppare l'esplorazione robotica della Luna e lo sfruttamento minerario delle sue risorse.
A giugno del 2011 viene testato con successo il lander sviluppato in partenariato con la NASA.
Nel 2012 viene annunciato il progetto di installare sulla Luna due telescopi astronomici, uno ottico e un radiotelescopio, vicino al cratere Malapert.
Nell'ottobre del 2015 viene annunciato l'accord con Rocket Lab per lanciare tre navicelle per atterrare sulla Luna. Il primo lancio è pianificato per il 2017.
A giugno del 2016 viene concessa l'autorizzazione dall'amministrazione federale statunitense a far atterrare i veicoli privati di Moon Express sulla Luna. I piani di volo devono essere sempre e comunque controllati e approvati dalla NASA e non devono interferire con altre attività spaziali.